# Municipio de Porter (Dakota del Norte)
El municipio de Porter (en inglés: Porter Township) es un municipio ubicado en el condado de Dickey en el estado estadounidense de Dakota del Norte. En el año 2010 tenía una población de 50 habitantes y una densidad poblacional de 0,54 personas por km².

## Geografía
El municipio de Porter se encuentra ubicado en las coordenadas 46°14′3″N 98°27′2″O / 46.23417, -98.45056. Según la Oficina del Censo de los Estados Unidos, el municipio tiene una superficie total de 92.05 km², de la cual 91,35 km² corresponden a tierra firme y (0,75 %) 0,69 km² es agua.

## Demografía
Según el censo de 2010, había 50 personas residiendo en el municipio de Porter. La densidad de población era de 0,54 hab./km². De los 50 habitantes, el municipio de Porter estaba compuesto por el 100 % blancos. Del total de la población el 0 % eran hispanos o latinos de cualquier raza.